# Rituvík
Rituvík (dánul: Ridevig) település Feröer Eysturoy nevű szigetén. Közigazgatásilag Runavík községhez tartozik.

## Földrajz
A település a sziget déli csúcsának keleti partján fekszik. Közte és Æðuvík között található a Toftavatn tó.

## Történelem
Rutuvíkot 1873-ban alapították. Temploma 1955-ben épült.

## Népesség
| Év          | Lakosság |
| ----------- | -------- |
| 1986.01.01. | 256      |
| 1991.01.01. | 284      |
| 1996.01.01. | 267      |
| 2001.01.01. | 257      |
| 2006.01.01. | 270      |

## Közlekedés
Rinuvíkból északnyugat felé Runavík, dél felé Æðuvík érhető el közúton. A települést érinti a 442-es buszjárat, amelynek itt van a végállomása.

### Külső hivatkozások
- faroeislands.dk – fényképek és leírás (angol)
- Rituvík[halott link], Runavík község (feröeri)
- Rituvík, Visit Eysturoy (feröeri, angol)
- Panorámakép a mezőről[halott link] (dán)
- Rituvík, fallingrain.com (angol)